# Nanzan University
La Nanzan University è un'università privata di indirizzo cattolico con sede a Nagoya, in Giappone.

## Storia
Fu fondata nel 1946 dai missionari della Società del Verbo Divino come Nanzan Foreign Language. Fu elevata al rango di università nel 1949.